# Żelazki (Prostki)
Żelazki (deutsch Zielasken, 1938 bis 1945 Schelasken) ist ein Ort in der polnischen Woiwodschaft Ermland-Masuren und gehört zur Gmina Prostki (Landgemeinde Prostken) im Powiat Ełcki (Kreis Lyck).

## Geographische Lage
Żelazki liegt im südlichen Osten der Woiwodschaft Ermland-Masuren, zehn Kilometer südöstlich der Kreisstadt Ełk (Lyck).

## Geschichte
1553 ist das Gründungsjahr des nach 1785 Sielasken, nach 1818 Zylasken und bis 1938 Zielasken genannten kleinen Dorfes. Zwischen 1874 und 1945 war das Dorf in den Amtsbezirk Wischniewen (polnisch Wiśniowo Ełckie) eingegliedert, der – 1938 in „Amtsbezirk Kölmersdorf“ umbenannt – zum Kreis Lyck im Regierungsbezirk Gumbinnen (ab 1905: Regierungsbezirk Allenstein) in der preußischen Provinz Ostpreußen gehörte.
Im Jahre 1910 zählte Zielasken 83 Einwohner, im Jahre 1933 waren es bereits 134.
Aufgrund der Bestimmungen des Versailler Vertrags stimmte die Bevölkerung im Abstimmungsgebiet Allenstein, zu dem Zielasken gehörte, am 11. Juli 1920 über die weitere staatliche Zugehörigkeit zu Ostpreußen (und damit zu Deutschland) oder den Anschluss an Polen ab. In Zielasken stimmten 80 Einwohner für den Verbleib bei Ostpreußen, auf Polen entfiel keine Stimme.
Am 3. Juni (amtlich bestätigt am 16. Juli) des Jahres 1938 wurde Zielasken aus politisch-ideologischen Gründen der Abwehr fremdländisch klingender Ortsnamen in „Schelasken“ umbenannt. Die Einwohnerzahl 1939 belief sich auf 101.
In Kriegsfolge kam das Dorf 1945 mit dem gesamten südlichen Ostpreußen zu Polen und erhielt die polnische Namensform „Żelazki“. Das Dorf ist heute Sitz eines Schulzenamtes (polnisch Sołectwo) und als solches eine Ortschaft im Verbund der Gmina Prostki (Prostken) im Powiat Ełcki (Kreis Lyck), bis 1998 der Woiwodschaft Suwałki, seither der Woiwodschaft Ermland-Masuren zugeordnet.

## Kirche
Bis 1945 war Zielasken resp. Schelasken in die evangelische Kirche Ostrokollen (1938 bis 1945 Scharfenrade, polnisch Ostrykół) in der Kirchenprovinz Ostpreußen der Kirche der Altpreußischen Union sowie in die römisch-katholische Kirche St. Adalbert in Lyck (polnisch Ełk) im Bistum Ermland eingepfarrt.
Heute gehört Żelazki katholischerseits zur Pfarrei in Prostki (Prostken) im Bistum Ełk der Römisch-katholischen Kirche in Polen. Die evangelischen Einwohner halten sich zur Kirchengemeinde in der Kreisstadt Ełk (Lyck), einer Filialgemeinde der Pfarrei in Pisz (Johannisburg) in der Diözese Masuren der Evangelisch-Augsburgischen Kirche in Polen.

## Verkehr
Żelaski liegt ein wenig abseits vom Verkehrsgeschehen und ist nur über einen Landweg von Dąbrowskie (Dombrowsken, 1927 bis 1945 Eichensee) aus zu erreichen. Einen Bahnanschluss gibt es nicht.